# Агранов, Яков Саулович
Я́ков Сау́лович Агра́нов (имя при рождении — Янкель Шевелевич (Шмаевич) Агранов; 12 октября 1893, Чечерск, Могилёвская губерния, ныне Гомельская область — 1 августа 1938, расстрельный полигон «Коммунарка») — руководящий сотрудник ВЧК—ОГПУ—НКВД, комиссар государственной безопасности 1-го ранга (26 ноября 1935), один из организаторов массовых репрессий 1920-х — 1930-х годов. 1-й заместитель председателя ОГПУ СССР — наркома НКВД СССР, начальник Главного управления государственной безопасности НКВД СССР. Входил в состав особой тройки УНКВД СССР по Саратовской обл. Расстрелян в 1938 году. Признан не подлежащим реабилитации.

## Биография
Родился 12 октября 1893 года в местечке Чечерск Могилёвской губернии в еврейской семье лавочника. В официальной автобиографии отец был указан рабочим. Согласно справке охранного отделения на 1915 год, отец Агранова мещанин, умер рано. Мать Агранова после смерти мужа унаследовала бакалейную лавку.
Закончил четыре класса городского училища. В 1912 году вступил в Партию социалистов-революционеров, работал конторщиком в Гомеле на лесном складе Левина и одновременно вёл революционную деятельность. В 1914 году освобождён от воинской службы по состоянию здоровья. В 1915 году вступил в РСДРП, в апреле 1915 года был арестован и сослан в Енисейскую губернию.
В 1917 году был назначен на должность секретаря Полесского обкома РСДРП, а в 1918 году — на должность секретаря Совета народных комиссаров РСФСР.
В мае 1919 года Агранов был направлен на работу в ЧК и назначен на должность особоуполномоченного Особого отдела ВЧК. С 1921 года — секретарь Малого Совнаркома и особоуполномоченный секретно-оперативного управления ВЧК. На этих должностях Агранов руководил расследованием обстоятельств Кронштадтского восстания, крестьянского восстания Антонова, дела «Петроградской боевой организации В. Н. Таганцева» и ряда других. Также по поручению В. И. Ленина и Ф. Э. Дзержинского Агранов составлял списки лиц, подлежащих высылке из РСФСР.
В 1922 году был назначен на должность начальника Особого бюро ОГПУ по административной высылке «антисоветских элементов», в 1923 году стал заместителем начальника, а в 1929 году — начальником Секретного отдела ОГПУ СССР. «Курировал» творческую интеллигенцию, дружил со многими знаменитыми писателями, поэтами и артистами. Был близко знаком с Владимиром Маяковским, Лилей Брик, Леопольдом Авербахом и Борисом Пильняком.
В марте 1931 года был назначен на должность начальника Секретно-политического отдела ОГПУ СССР. Был членом Коллегии ОГПУ. В сентябре 1931 года был назначен на должность полпреда ОГПУ СССР по Московской области, а в феврале 1933 года — на должность заместителя председателя ОГПУ СССР В. Р. Менжинского.
В феврале 1934 года на XVII съезде ВКП(б) Агранов был избран членом Центральной ревизионной комиссии ВКП(б).
В июле 1934 года после создания НКВД СССР был назначен на должность первого заместителя наркома внутренних дел СССР Г. Ягоды. Фактически руководил работой всех оперативных отделов Главного управления государственной безопасности НКВД СССР.
В декабре 1934 года Агранов руководил следствием по делу об убийстве С. М. Кирова и был назначен временным начальником Управления НКВД Ленинградской области. Вместе с Г. Г. Ягодой и Н. И. Ежовым Агранов был одним из организаторов процесса над Г. Е. Зиновьевым и Л. Б. Каменевым. Агранов подготовил материалы для главных политических процессов 1930-х годов. При этом, как замечает историк О. В. Хлевнюк, Агранов «фактически вступил в заговор против наркома внутренних дел НКВД Ягоды» с Ежовым, поскольку Ягода мягко саботировал линию Сталина на увязывание убийства Кирова с деятельностью бывших оппозиционеров. В 1936 году Агранов на совещании в НКВД сообщал: 

Ежов вызвал меня к себе на дачу. Надо сказать, что это свидание носило конспиративный характер. Ежов передал указание Сталина на ошибки, допускаемые следствием по делу троцкистского центра, и поручил принять меры, чтобы вскрыть троцкистский центр, выявить явно невскрытую террористическую банду и личную роль Троцкого в этом деле. Ежов поставил вопрос таким образом, что либо он сам созовёт оперативное совещание, либо мне вмешаться в это дело. Указания Ежова были конкретны и дали правильную исходную нить к раскрытию дела.— 
С лета 1935 года жил в Кремле (Кавалерийский корпус, бывшая квартира А. С. Енукидзе), а также на даче в Зубалове, а с 1937 года — в квартире на улице Ю. Мархлевского, дом 9.
В декабре 1936 года (фактически руководил с декабря 1935) был назначен на должность начальника ГУГБ НКВД СССР. Принял активное участие в подготовке Второго московского процесса, следствии по делу М. Н. Рютина и других членов рютинской оппозиции.
15 апреля 1937 года Агранов был понижен в должности до заместителя наркома внутренних дел — начальника 4-го отдела ГУГБ НКВД СССР, а 17 мая 1937 года был смещён и с этих постов и назначен на должность начальника Управления НКВД Саратовской области. Этот период отмечен вхождением в состав особой тройки, созданной по приказу НКВД СССР от 30.07.1937 № 00447 и активным участием в сталинских репрессиях — арестами в рамках т. н. «удара по право-троцкистскому подполью» (партхозактив и активисты бывшей партийной оппозиции).

## Арест и казнь
Арестован 20 июля 1937 г. при исполнении служебных обязанностей. Доставлен в Москву. Обвинён в участии в «контрреволюционной заговорщицкой организации в органах НКВД». Имя Якова Агранова было включено в сталинский расстрельный список, датированный 1 ноября 1937 г., однако Сталин вычеркнул его оттуда, тем самым продлив Агранову жизнь на девять месяцев. Повторно имя Агранова было включено в сталинский расстрельный список, датированный 26 июля 1938 г. (№ 1 в списке на 139 человек, под грифом «Москва-Центр») («за» 1-ю категорию Сталин и Молотов). 1 августа 1938 г. приговор утверждён на заседании Военной коллегии Верховного суда СССР. Расстрелян в тот же день (историк и исследователь Эдуард Макаревич, знакомый с архивно-следственным делом Агранова, утверждает, что осужденный был расстрелян 21 августа 1938 г.). Место захоронения — спецобъект НКВД «Коммунарка».

## Жена
Агранова Валентина Александровна (Кухарева, урожден. Чернявская) 1900 г.р., уроженка г. Ковно, домохозяйка, была арестована вместе с мужем в один день. Внесена в сталинский список от 20 августа 1938 г. по 1-й категории («Список жен врагов народа»; «за» Сталин и Молотов). 26 августа 1938 года была приговорена к расстрелу и казнена в тот же день вместе с женами ряда известных партийцев, чекистов и военных (Инной Артузовой, Раисой Гай, Серафимой Заковской, Евгенией Эйхе, Матильдой Прамнек, Валентиной Дыбенко-Седякиной, Татьяной Постышевой-Постоловской, Валентиной Орловой и др.). Место захоронения — спецобъект НКВД «Коммунарка». 24 октября 1957 г. реабилитирована посмертно ВКВС СССР.

## Попытки посмертной реабилитации и отказ
В 1955 году дочь Я. С. Агранова Нора ходатайствовала о реабилитации отца. В октябре 1955 года Главной военной прокуратурой СССР было вынесено постановление об отказе в пересмотре дела Агранова и постановке вопроса о его реабилитации:
1. Агранов за принадлежность к антисоветской организации был осуждён необоснованно.
2. Материалами дела и дополнительной проверкой полностью доказана вина Агранова в систематическом нарушении социалистической законности в период его работы в органах НКВД.
3. В связи с этим является нецелесообразным входить с заключением в Военную коллегию Верховного суда СССР на предмет прекращения дела в отношении Агранова, в части принадлежности его к антисоветской организации.

В 2001 году родственникам было вновь отказано в реабилитации Якова Агранова.
Яков Саулович Агранов был реабилитирован решением Главной военной прокуратуры от 22 января 2013 года, однако 27 августа 2013 года Верховный суд России отменил данное решение о реабилитации. Судебной коллегией по делам военнослужащих Верховного суда РФ Агранов признан не подлежащим реабилитации.

## Награды
- Два Ордена Красного Знамени (14.12.1927, 20.12.1932)
- Знак «Почётный работник ВЧК—ГПУ (V)»
- Знак «Почётный работник ВЧК—ГПУ (XV)» (20.12.1932)

## Воспоминания современников
Роман Гуль (1936 год):

При Дзержинском состоял, а у Сталина дошёл до высших чекистских постов кровавейший следователь ВЧК Яков Агранов,… не связанный с Россией выходец из царства Польского, ставший палачом русской интеллигенции. Он убил многих известных общественных деятелей и замечательных русских учёных: профессора Тихвинского, профессора Волкова, профессора Лазаревского, Н. Н. Щепкина, братьев Астровых, К. К. Черносвистова, Н. А. Огородникова и многих других. Профессора В. Н. Таганцева, не желавшего давать показания, он пытал, заключив его в пробковую камеру, и держал его там 45 дней, пока путём пытки и провокации не добился нужных показаний. Агранов уничтожил цвет русской науки и общественности, посылая людей на расстрел за такие вины, как «по убеждениям сторонник демократического строя» или «враг рабочих и крестьян» (с точки зрения Агранова — убийцы). Это же кровавое ничтожество является фактическим убийцей замечательного русского поэта Н. С. Гумилёва…
Хрущёв Н. С.:

Яков Агранов, замечательный человек, твёрдый чекист. Раньше он работал в Секретариате у Ленина. Честный, спокойный, умный человек. Мне он очень нравился. Потом он был особоуполномоченным по следствию, занимался делом Промпартии. Это, действительно, был следователь! Он и голоса не повышал при разговорах, а не то чтобы применять пытки. Арестовали и его и тоже казнили.
О своих встречах со следователем Аграновым упоминала в своих воспоминаниях Галина Серебрякова.

## Киновоплощения
- Роман Мадянов, «Ноктюрн 1931 года (короткометражка)», 1989.
- Александр Баргман, «Маяковский. Два дня», 2011.
- Игорь Мосюк в роли Якова Агранова, «Крылья Империи», 2017.
- Иван Тарабукин, «Троцкий», 2017.
- Евгений Миронов, «ВМаяковский», 2019.